# کاوازاکی اواچ-۱

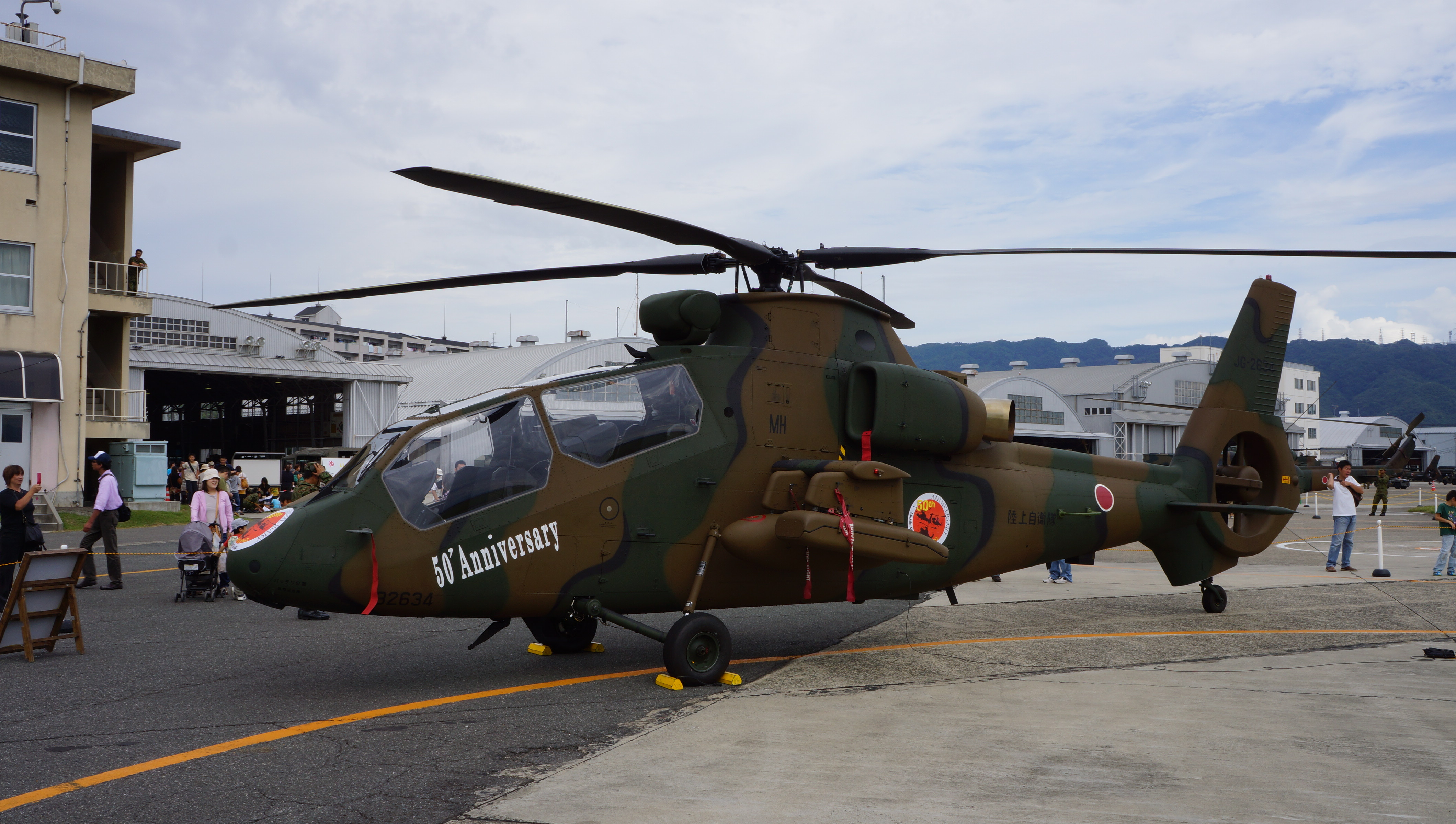
هلیکوپتر نینجا

بالگرد Kawasaki OH-1 Ninja حاصل همکاری شرکت صنایع سنگین کاوازاکی و JGSDF که وابسته به ارتش ژاپن است در فواصل سال‌های ۱۹۹۷ تا ۱۹۹۹ ساخته شده‌است. نام این بالگرد در ابتدا KOGOTA KONKOSO و در ادامه OH-1 نام گرفت تا اینکه سرانجام بعد از پایان برنامه و آزمایش‌های به Ninja تغییر نام یافت. وظیفهٔ اصلی این بالگرد جمع‌آوری اطلاعات و مراقبت هوایی است و برای جایگزینی ۲۹۷ بالگرد Hughes OH-6D که در ۱۹۹۵ کنار رفتن ساخته شد. تاریخ تلاش برای ساخت این بالگرد به ۱ اکتبر ۱۹۹۲ برمی‌گردد و اولین بالگرد در ۶ اوت ۱۹۹۶ به پرواز در آمد که بعد از موفقیت دولت ژاپن دستور تولید انبوه ان را صادر کرد. این بالگرد مجهز به موتورهای MITSUBICHI-TS1 است با قدرت ۵۵۲ اسب بخار / دارای سرعتی بالغ بر ۲۷۸ کیلومتر در ساعت و سرعت کروز ان ۲۲۰ کیلومتر در ساعت است. این بالگرد قادر به حمل موشکهای ضد هوایی Toshiba-91 برای دفاع در مقابل بالگردهای دیگر به‌علاوه موشک‌های آمریکایی Hellfire یا BRIMSTO ضد تانک و راکت HIDRA غیر هدایت شونده می‌باشد. همچنین این بالگرد مجهز به مخازن اضافی حمل سوخت به میزان ۹۵ گالن یا ۲۳۵ لیتر می‌باشد که برد بالگرد را به ۵۲۰ کیلومتر افزایش می‌دهد. از دیگر امکانات این بالگرد مجهز بودن به سامانه دید در شب، سامانه télémètre-désignateur laser از نوع NEC و نمایشگرهای Yokogawa ساخت ژاپن است. در حال حاضر ارتش ژاپن ۳۲ بالگرد از این نوع را در اختیار دارد.

## مشخصات
- کشور سازنده:امپراتوری ژاپن
- اشرکت سازنده: شرکت کاوازاکی Kawasaki
- تاریخ اولین پرواز آزمایشی: ۶ اوت ۱۹۹۶
- تاریخ ورود رسمی به خدمت: ۲۰۰۱
- تعدا سرنشین: ۲ نفر
- طول: ۱۲ متر
- قطر بالگرد: ۱۱٫۶۰ م تر
- ارتفاع: ۳٫۸۰ متر
- وزن بدون محموله:۲۴۵۰ کیلوگرم
- موتور:موتوراز نوع Mitsubishi TS1-M-10
- فدرت موتور: ۸۸۲ shp - ۶۶۲ kw
- بیشترین سرعت:۲۷۸کیلومتر در ساعت
- سرعت عادی:۲۲۰ کیلومتر در ساعت
- بیشترین برد با مخزن خارجی سوخت:۵۲۰ کیلومتر
- بالاترین ارتفاع ارتفاع پرواز:۴۴۸۰ م تر
- اسلحه:۴ موشک toshiba -۹۱ ضد هوایی با هدایت مادون قرمز
- ۸موشک Hellfire Missile یا BRIMSTON ضد تانک
- راکت HIDRA غیر هدایت شونده